# Fiege tec
Fiege tec ist ein deutscher Nutzfahrzeughersteller mit Sitz in Greven und ein Unternehmensbereich des Logistikdienstleisters Fiege Logistik. Darüber hinaus bietet Fiege tec als Fahrzeugdienstleister auch Reparaturen an und übernimmt die Flottenverwaltung der Fiege-Gruppe.

## Geschichte
Das Unternehmen wurde 1984 gegründet. Ab 1987 übernahm es die Flottenverwaltung der Fiege-Gruppe, ab 1989 den Zentraleinkauf Technik von Fiege. 1991 erfolgte die Gründung der Fiege Nutzfahrzeuge GmbH & Co KG. 1992 wurde Fahrzeugbau Alfons Mersch übernommen, 1993 der Bosch-Dienst.
Im Jahr 1994 wurde ein erstes Terminal-Fahrzeug entwickelt. 1996 übernahm das Unternehmen den Komplettdienstwartungsvertrag der Deutsche Post AG in Greven. 1999 kamen die Fahrzeuge der SWOPPER-Familie auf den Markt. 2001 wurde KA-BA Fahrzeugbau in Bramsche übernommen und 2014 nach Greven verlegt.
2011 wurde die Fiege Nutzfahrzeuge GmbH & Co KG als eigenständiges Unternehmen aufgelöst.

## Produkte und Dienstleistungen

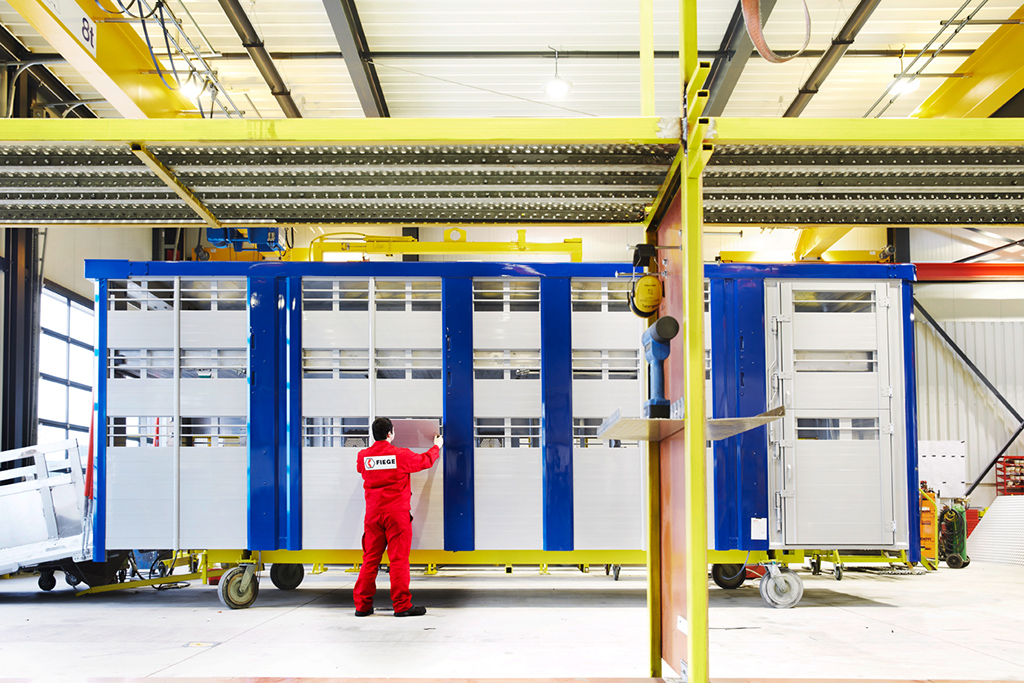
KA-BA Fahrzeugbau

### Fahrzeugbau
Das Unternehmen stellt unter der Marke KA-BA Tiertransporter her: Motorwagen bis 4 Stock, Sattelauflieger bis 5 Stock und Anhänger bis 4 Stock. Des Weiteren werden unter der Marke „Swopper“ Fahrzeuge für das Handling von Wechselbrücken bis zu 18.000 kg und Sattelauflieger, sowie Zugmaschinen, Kehrmaschinen, Schneeschilde, Granulatstreuer und Wechselbrücken-Umsetzer hergestellt.

### Fahrzeugdienst
Der Fahrzeugdienst repariert LKW, Spezialfahrzeuge, Omnibusse, Auflieger und Anhänger. Er dient außerdem als Vertragswerkstatt von MAN, Iveco, Meiller sowie als Fachwerkstatt für Bosch-Elektronik. Neben der Werkstatt steht auch eine Waschanlage sowie eine Tankstelle für Nutzfahrzeuge wie LKW oder Transporter bereit.